# 張宗
张宗（？—59年），东汉初期大臣。字诸君，东汉南阳郡鲁阳县（河南省鲁山县）人。
王莽时张宗为阳泉乡佐，后为更始帝偏将军，客居安邑时，邓禹定河东，张宗归附，仍为偏将军。邓禹战败，他率领几千人断后，声称“一卒毕力百人不当，万夫致死可以横行”，力却十万追兵。刘秀命他为京辅都尉，让他和冯异平定关中。迁任河南都尉。建武六年为太中大夫，讨平颍川郡、琅琊郡、北海郡、青州、冀州割据势力，斩杀数千人。官至琅琊相。为政严酷，永平二年去世。

## 延伸阅读
[在维基数据编辑]
 《後漢書·卷38》，出自范晔《後漢書》